# Dicranomyia opima
Dicranomyia opima är en tvåvingeart som beskrevs av Alexander 1921. Dicranomyia opima ingår i släktet Dicranomyia och familjen småharkrankar. Inga underarter finns listade i Catalogue of Life.